# Decoy for a Dognapper
Decoy for a Dognapper je epizoda iz Scooby Doo, Where Are You!
- Trajanje: 20 min
- Datum: 11 Listopada 1969.
- Epizoda: 5.
- Sezona: 1.
- zločinac: Duh Američkog doktora za vještice

## Radnja
Scooby vidi psa. Zatim čuje skrike njezine gospodarice i shvati da su psa oteli otimači pasa. Društvo odluči da Scooby glumi bogatog psa i da bude zamka. Otimači nasjednu. Kada shvate da je Scooby zamka, stave ga u vlakić. Shaggy skoči za njim i jedva pobjegnu putničkom vlaku. Zatim vide indijanca koji zamalo strelicom pogodi Shaggyja i Scoobyja. Idu u Indijansko selo, gdje ih poglavica upozori i nestane. Zatim otme Daphne. Scooby je nađe. Uhvate ga i vide da je poglavica Buck Masters koji je otimao pse kako bi mogao pobijediti u showu za pse.

## Glasovi
- Don Messick kao Scooby Doo
- Casey Kasem kao Shaggy Rogers
- Frank Welker kao Fred Jones
- Nicole Jaffe kao Velma Dinkley
- Steffanianna Christopherson kao Daphne Blake
- Buck Masters

## Vanjske poveznice
Arhivirana inačica izvorne stranice od 9. svibnja 2019. (Wayback Machine)